# Équipe de Suisse de football en 1978
Cet article présente les résultats de l'équipe de Suisse de football lors de l'année 1978. En mars et septembre, elle rencontre pour la première fois les équipes d'Allemagne de l'Est et des États-Unis.

## Bilan
|           | Nombre de matchs | Victoires | Défaites | Matchs nuls | Buts marqués | Buts encaissés |
| Domicile  | 3                | 1         | 2        | 0           | 3            | 4              |
| Extérieur | 2                | 0         | 2        | 0           | 1            | 5              |
| Neutre    | 0                | 0         | 0        | 0           | 0            | 0              |
| Total     | 5                | 1         | 4        | 0           | 4            | 9              |

## Matchs et résultats
| Match amical                            | Allemagne de l'Est             | 3 - 1   | Suisse     | Ernst-Thälmann-Stadion (de), Karl-Marx-Stadt  |                                               |
| 8 mars 1978 · Historique des rencontres | Riediger 4e · Hoffmann 25e 40e | (3 - 1) | 32e Sulser | Spectateurs : 28 000 Arbitrage : László Pádár | Spectateurs : 28 000 Arbitrage : László Pádár |
| 8 mars 1978 · Historique des rencontres | Rapport                        |         |            | Spectateurs : 28 000 Arbitrage : László Pádár | Spectateurs : 28 000 Arbitrage : László Pádár |

| Match amical                             | Suisse  | 0 - 1   | Autriche | Stade Saint-Jacques, Bâle                          |                                                    |
| 4 avril 1978 · Historique des rencontres |         | (0 - 1) | 4e Jara  | Spectateurs : 13 000 Arbitrage : Riccardo Lattanzi | Spectateurs : 13 000 Arbitrage : Riccardo Lattanzi |
| 4 avril 1978 · Historique des rencontres | Rapport |         |          | Spectateurs : 13 000 Arbitrage : Riccardo Lattanzi | Spectateurs : 13 000 Arbitrage : Riccardo Lattanzi |

| Match amical                                 | Suisse                     | 2 - 0   | États-Unis | Allmend, Lucerne                                    |                                                     |
| 6 septembre 1978 · Historique des rencontres | Elsener 13e · Schnyder 80e | (1 - 0) |            | Spectateurs : 6 500 Arbitrage : Jaromír Fausek (en) | Spectateurs : 6 500 Arbitrage : Jaromír Fausek (en) |
| 6 septembre 1978 · Historique des rencontres | Rapport                    |         |            | Spectateurs : 6 500 Arbitrage : Jaromír Fausek (en) | Spectateurs : 6 500 Arbitrage : Jaromír Fausek (en) |

| Éliminatoires pour l'Euro 1980              | Suisse     | 1 - 3   | Pays-Bas                                | Wankdorf, Berne                                            |                                                            |
| 11 octobre 1978 · Historique des rencontres | Tanner 31e | (1 - 1) | 19e Wildschut · 67e Brandts · 90e Geels | Spectateurs : 23 000 Arbitrage : César Correia Diaz da Luz | Spectateurs : 23 000 Arbitrage : César Correia Diaz da Luz |
| 11 octobre 1978 · Historique des rencontres | Rapport    |         |                                         | Spectateurs : 23 000 Arbitrage : César Correia Diaz da Luz | Spectateurs : 23 000 Arbitrage : César Correia Diaz da Luz |

| Éliminatoires pour l'Euro 1980               | Pologne                | 2 - 0   | Suisse | Stade olympique, Wrocław                      |                                               |
| 15 novembre 1978 · Historique des rencontres | Boniek 38e · Ogaza 56e | (1 - 0) |        | Spectateurs : 50 000 Arbitrage : Franz Wöhrer | Spectateurs : 50 000 Arbitrage : Franz Wöhrer |
| 15 novembre 1978 · Historique des rencontres | Rapport                |         |        | Spectateurs : 50 000 Arbitrage : Franz Wöhrer | Spectateurs : 50 000 Arbitrage : Franz Wöhrer |